# Петър Абрашев
Вижте пояснителната страница за други личности с името Абрашев.
Петър Пенчев Абрашев е български юрист и политик от Прогресивнолибералната партия.
Абрашев е министър на търговията и земеделието в първите три кабинета на Стоян Данев (1902 – 1903) и министър на правосъдието в кабинета на Иван Евстратиев Гешов (1911 – 1913) и в 4-тия кабинет на Стоян Данев (1913).
Той е и сред основоположниците на теорията на гражданското право в България.

## Биография
Петър Абрашев е роден на 4 април (23 март стар стил) 1866 г. в Котел. През 1887 г. завършва гимназия в град Николаев (днес в Украйна), след което учи право в Императорския Новорусийски университет в Одеса (1887 – 1890), от където е изключен за революционна дейност. Абрашев се дипломира в Женева (1891). През следващите години е съдия в Разград, Варна, Русе и София (1891 – 1895), а от 1895 г. е адвокат в София.
В началото на 20 век Абрашев развива политическа дейност наред с другите лидери на Прогресивнолибералната партия. Той се включва в правителствата с нейно участие през 1902 – 1903 г. и 1911 – 1913 г. През 1912 г. внася в парламента законопроект за административното правосъдие. При управлението на Александър Стамболийски е обвинен от Народното събрание и осъден от Държавния съд за участието си в правителството, започнало Междусъюзническата война, след което прекарва около година в затвора (1923 – 1924).
В продължение на дълги години Петър Абрашев е хоноруван доцент (1901 – 1925), а след това – редовен професор и ръководител на катедрата по гражданско съдопроизводство (1925 – 1930) в Софийския университет „Свети Климент Охридски“. Преподавател е по гражданско процесуално право и е автор на първия български учебник по гражданско процесуално право. Преподава Съдебно право и в Свободния университет за политически и стопански науки (1921 – 1930). През 1922 г. става дописен член на Българската академия на науките.
Умира на 17 юни 1930 г. в София.